# ویرکمبا
ویرکمبا (به انگلیسی: Veerakamba) یک روستا در هند است که در Dakshina Kannada واقع شده‌است.

## خصوصیات
ویرکمبا ۵٬۰۶۳ نفر جمعیت دارد.